# 岸和田市
岸和田市（きしわだし）は、大阪府の泉南地域に位置する市。施行時特例市に指定されている。
岸和田藩の城下町を基礎に発展した工業都市。大阪府泉南府民センターが置かれ、泉南地域における行政の中心である。行政の特徴として、永住外国人と国内在住期間が3年を越え満18歳以上で3ヵ月以上市内に住む「定住外国人」に住民投票の投票権（参政権ではない）を認めている。市のキャッチフレーズは「世界にいちばん近い城下町」。泉州地域で唯一施行時特例市に指定されている。
岸和田だんじり祭の都市である。

## 地理

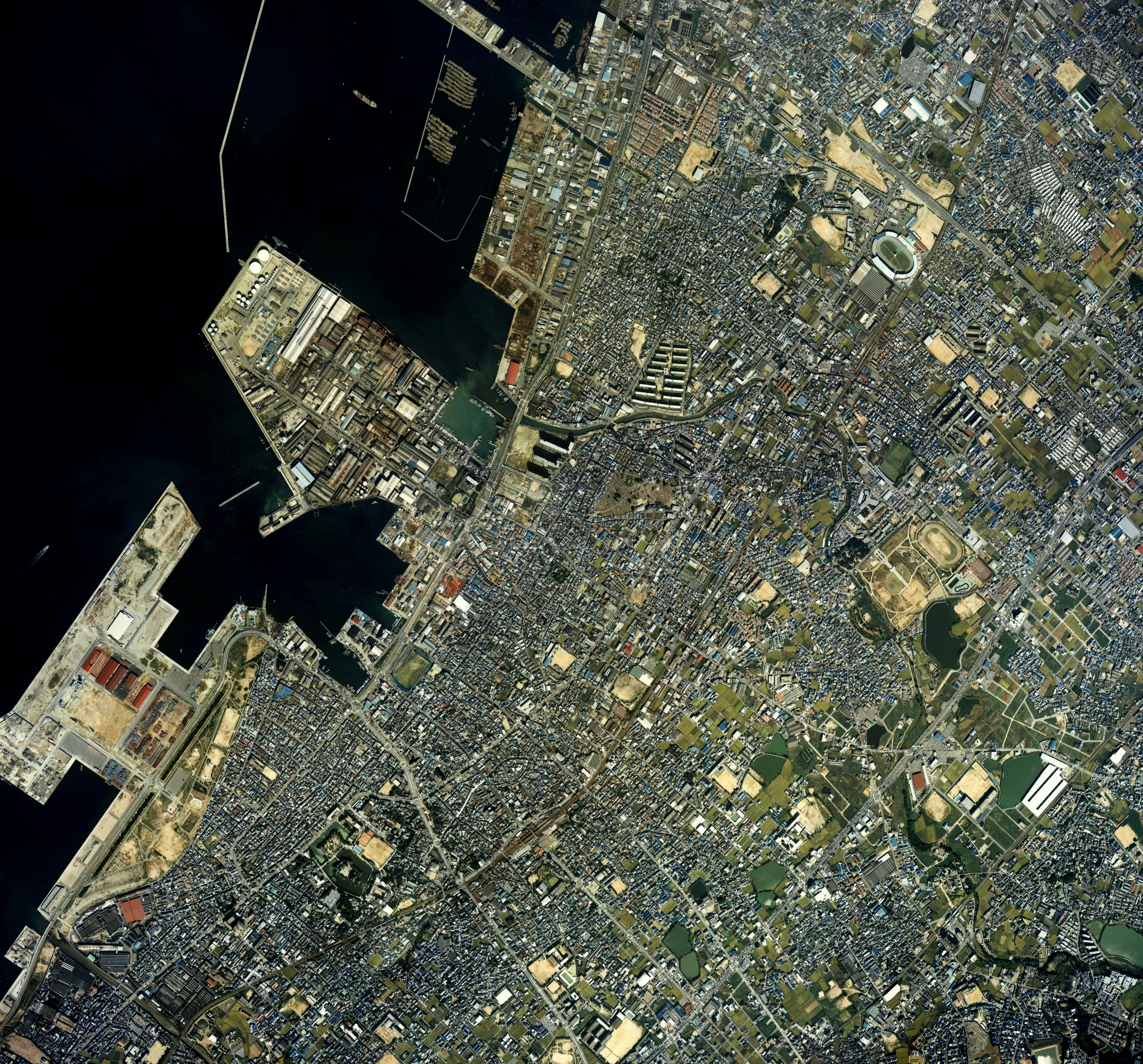
岸和田市中心部周辺の空中写真。1985年撮影の6枚を合成作成。。

岸和田市の総面積は72.24km²である。和泉（泉州）と称される府南西部に位置し、大阪湾から和泉山脈に至る細長い市域（東西7.6km、南北17.3km）を形成している。
大阪湾に臨む市の中心部は寛永時代（17世紀初め）以降、岸和田藩主岡部氏の城下町として栄え、明治時代中期以後は泉州綿織物を主とする紡織工業都市として発展した。1966年（昭和41年）には、臨海部の埋立により大阪鉄工金属団地と大阪木材コンビナートが造られた。
和泉山脈北麓と台地では溜池灌漑による米のほかタマネギ、みかん、桃、花卉の栽培が盛んである。また、関西国際空港から4号湾岸線で約15分という距離にあるほか、同空港および大阪市の中心部からは南海電気鉄道（南海本線）、JR西日本（阪和線）が通じており、また中心部ではないが自動車専用道路（阪和自動車道、阪神高速道路4号湾岸線）も通じている。これらのことから基幹的な交通網が充実している（大阪都心部から約30〜45分）。海抜0.0m〜865.7m。
- 山：和泉葛城山、牛滝山、神於山
- 河川：牛滝川、春木川、津田川
- 池：久米田池

気象庁による気象警報・注意報の発表区分（二次細分区域）は市の全域をもって区分されており、大阪府のうち「泉州」に区分する地域の一つとなっている。なお、同庁による天気予報の発表区分（一次細分区域）は、市の全域を含む大阪府全域となっている。

### 人口
2015年（平成27年）国勢調査より前回調査からの人口増減をみると、2.2%減の194,911人であり、増減率は府下43市町村中24位、72行政区域中46位。
| 岸和田市（に相当する地域）の人口の推移 \| 1970年（昭和45年） \| 162,022人 \| \| \| 1975年（昭和50年） \| 174,952人 \| \| \| 1980年（昭和55年） \| 180,317人 \| \| \| 1985年（昭和60年） \| 185,731人 \| \| \| 1990年（平成2年） \| 188,563人 \| \| \| 1995年（平成7年） \| 194,818人 \| \| \| 2000年（平成12年） \| 200,104人 \| \| \| 2005年（平成17年） \| 201,000人 \| \| \| 2010年（平成22年） \| 199,234人 \| \| \| 2015年（平成27年） \| 194,911人 \| \| \| 2020年（令和2年） \| 190,658人 \| \| |           |  |
| 総務省統計局 国勢調査より |           |  |
| 1970年（昭和45年） | 162,022人 |  |
| 1975年（昭和50年） | 174,952人 |  |
| 1980年（昭和55年） | 180,317人 |  |
| 1985年（昭和60年） | 185,731人 |  |
| 1990年（平成2年） | 188,563人 |  |
| 1995年（平成7年） | 194,818人 |  |
| 2000年（平成12年） | 200,104人 |  |
| 2005年（平成17年） | 201,000人 |  |
| 2010年（平成22年） | 199,234人 |  |
| 2015年（平成27年） | 194,911人 |  |
| 2020年（令和2年） | 190,658人 |  |

### 市章
1920年（大正9年）に岸和田町の紋章として公募したもので、岸和田城の別称「千亀利城」から「千」の文字を図案化したもの、岸和田の「岸」または「キ」の図案化あるいは、欄干橋の「干」からとったものといわれている。1922年（大正11年）の市制施行の際に正式に市章として制定された。

### 市歌
岸和田市では戦前に制定された2曲と戦後に制定された1曲の計3曲を制定し、並立させている。現在は主に「岸和田市讃歌」が演奏されるが、戦前の2曲と異なり例規集には掲載されていない。
岸和田市歌
1924年（大正13年）7月15日制定。作詞・佐沢健平、作曲・阿保寛。（旧）岸和田市の時代に制定されたが、新設合併後も引き継がれている。
岸和田市民歌
1942年（昭和17年）8月10日に新設合併を記念して制定。歌詞は岸和田市選定で、作曲は内田元。
岸和田市讃歌
1972年（昭和47年）に、市制施行50周年を記念して制定。作詞・寺岡光義（一般公募入選者）、補作・星野哲郎、作曲・新井利昌。

## 歴史

### 中近世
- 1337年（延元2年/建武4年） - 「岸和田」という単語の初出。湊川の戦いで楠木正成の配下として戦った南朝武将岸和田治氏が記した軍忠状が現存する（『和田文書』所収『岸和田弥五郎治氏軍忠状』延元二年三月日）。
- 1400年（応永7年） - 「岸和田」という地名の初出。足利義満が岸和田荘半分を石清水八幡宮へ寄進（応永7年9月28日『足利義満御判御教書』（『石清水文書』））。
- 1585年（天正13年） - 小出秀政が岸和田城主となり、岸和田藩が立藩。城郭整備と城下建設に取り掛かる。
- 1619年（元和5年） - 松平康重が入封。総構えと城下の整備が進む。
- 1640年（寛永17年） - 岡部宣勝が入封。以降岡部氏の城下町として栄える。
- 1668年（寛文8年） - 南町と沼村に新屋敷が完成する（沼村の新屋敷は後の並松町）。
- 1703年（元禄16年） - 岡部長泰が岸和田城三の丸に伏見稲荷を勧請し、岸和田だんじり祭の起源と言われる稲荷祭を行う。
- 1871年（明治4年） - 廃藩置県により岸和田県が設置され、同年堺県に編入される。
- 1878年（明治11年） - 岡部長職の依頼で新島襄がキリスト教布教に訪れる。
- 1881年（明治14年） - 大阪府に編入される。

### 沿革
- 1889年（明治22年）4月1日 - 町村制施行により、南郡岸和田南町、岸和田本町、岸和田堺町、岸和田魚屋町、岸和田北町、岸和田並松町が合併して、南郡岸和田町が発足。大字岸和田北に町役場を設置。のち大字岸和田本に移転。
- 1896年（明治29年）4月1日 - 郡の統廃合により、所属郡が泉南郡となる。
- 1912年（明治45年）1月1日 - 泉南郡岸和田浜町、岸和田村、沼野村と新設合併し、改めて岸和田町となる。
- 1913年（大正2年）1月1日 - 大字を改編。発足時の6町は岸和田の冠称を廃し、岸和田浜に7町、岸和田に6町、沼に2町、野に2町、藤井に1町、別所に1町を起立。25町となる。
- 1922年（大正11年）11月1日 - 大阪府下で3番目に市制を施行。岸和田市となる。
- 1924年（大正13年）7月15日 - 岸和田市歌を制定。
- 1938年（昭和13年）3月3日 - 泉南郡土生郷村を編入。
- 1940年（昭和15年）6月1日 - 泉南郡有真香村、東葛城村を編入。
- 1941年（昭和16年） - 市役所を岸城町の泉南郡役所跡（現在地）に移転。
- 1942年（昭和17年）4月1日 - 泉南郡春木町、山直町、南掃守村と新設合併し、改めて岸和田市となる。
  - ただし、市制施行年数は旧・岸和田市の市制施行時（1922年（大正11年））より数えられている。
  - だんじり祭などにおいて呼ばれる「旧市」（岸和田旧市地区）は、この時に廃した市域ではなく、旧・岸和田市の市制施行時（1922年（大正11年））の市域を指す。
- 1942年（昭和17年）8月10日 - 合併を記念して「岸和田市民歌」を制定（1924年制定の市歌も存続）。
- 1947年（昭和22年）6月8日 - 市内にあった演芸場の屋根が落下する事故が発生。死者70人[5]。
- 1948年（昭和23年）4月1日 - 泉北郡山滝村を編入。
- 1972年（昭和47年） - 市制50周年を記念して「岸和田市讃歌」を制定。
- 2002年（平成14年）4月1日 - 特例市に昇格。
- 2003年（平成15年）7月15日 - 岸和田市・忠岡町合併協議会を設立。
- 2004年（平成16年） - 忠岡町で行われた合併に関する住民投票の結果、反対多数となったため、忠岡町の申し入れにより、岸和田市・忠岡町合併協議会を解散。
- 2007年（平成19年）1月1日 - 市内に飛地として存在していた貝塚市清児新町地区を編入。現在の市域となる。

### 歴代市長
| 代    | 氏名       | 就任年月日     | 退任年月日     | 備考       |
| ----- | ---------- | -------------- | -------------- | ---------- |
| 初    | 舟木二三二 | 1923年4月30日  | 1927年4月29日  |            |
| 2     | 舟木二三二 | 1927年5月2日   | 1930年4月1日   |            |
| 3     | 井阪豊光   | 1930年5月12日  | 1932年1月25日  |            |
| 4     | 井阪豊光   | 1932年2月23日  | 1933年5月30日  |            |
| 5     | 川崎正一   | 1933年7月15日  | 1936年9月5日   |            |
| 6     | 竹崎米吉   | 1937年10月5日  | 1940年4月11日  |            |
| 7     | 寺田利吉   | 1940年4月26日  | 1942年3月31日  |            |
| 8     | 寺田甚吉   | 1942年6月23日  | 1943年9月4日   |            |
| 9     | 福本太郎   | 1943年9月5日   | 1946年3月25日  |            |
| 10    | 小島朝一   | 1946年5月28日  | 1946年12月16日 |            |
| 11    | 毛利一郎   | 1947年4月15日  | 1951年4月14日  | 以後、公選 |
| 12    | 毛利一郎   | 1951年4月23日  | 1952年3月20日  |            |
| 13-15 | 福本太郎   | 1952年5月2日   | 1961年11月10日 |            |
| 16-18 | 中澤米太郎 | 1961年12月15日 | 1973年12月14日 |            |
| 19-26 | 原曻       | 1973年12月15日 | 2005年12月14日 |            |
| 27-28 | 野口聖     | 2005年12月15日 | 2013年12月14日 |            |
| 29-30 | 信貴芳則   | 2013年12月15日 | 2017年12月26日 | 辞職       |
|       | 職務代理者 | 2017年12月27日 | 2018年2月4日   |            |
| 31    | 永野耕平   | 2018年2月4日   | 2025年2月17日  | 失職       |

※歴代市長

## 行政

### 市長
- 佐野英利（1期目）2025年4月6日[13] -

## 友好交流都市、姉妹都市

### 日本国内
- 神奈川県小田原市（1968年（昭和43年）6月26日に交流都市締結）

### 海外
- 中国
  - 汕頭市（1990年（平成2年）6月2日に友好都市締結）
  - 上海市楊浦区（2002年（平成14年）10月31日に友好交流都市締結）
- アメリカ合衆国
  - サウスサンフランシスコ市（1992年（平成4年）10月30日に姉妹都市締結）
- 韓国
  - ソウル特別市永登浦区（2002年（平成14年）10月31日に姉妹都市締結）

### 国関連

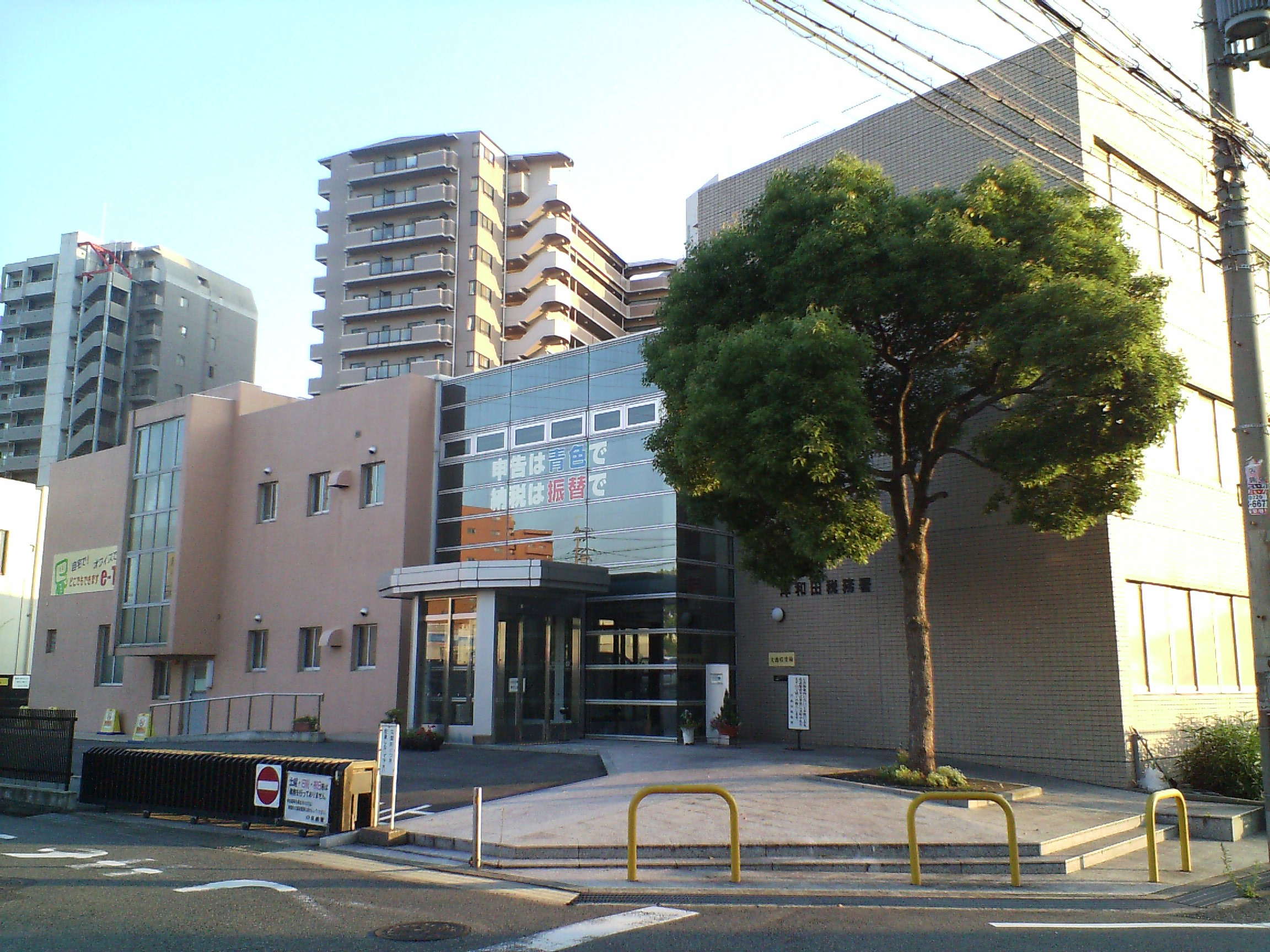
大阪国税局 岸和田税務署
岸和田市土生町

## 公共施設

### 法務省
裁判所
- 大阪地方裁判所
  - 岸和田支部
- 大阪家庭裁判所
  - 岸和田支部
- 岸和田簡易裁判所

検察庁
- 大阪地方検察庁
  - 岸和田支部
- 岸和田区検察庁
- 佐野区検察庁

法務局
- 大阪法務局
  - 岸和田支局

### 財務省
国税庁
- 大阪国税局
  - 岸和田税務署

税関
- 大阪税関
  - 堺税関支署
    - 岸和田出張所

### 国土交通省
海上保安庁
- 第五管区海上保安本部
  - 大阪海上保安監部
    - 岸和田海上保安署

### 厚生労働省
労働基準局
- 大阪労働局
  - 岸和田労働基準監督署

職業安定局
- 大阪労働局
  - 職業安定部
    - 岸和田公共職業安定所（ハローワーク）

### 日本郵便
- 日本郵便株式会社
  - 岸和田郵便局
  - 岸和田市及び隣接する貝塚市を管轄する。

### 大阪府関連
- 大阪府岸和田警察署 - 作才町
- 大阪府泉南府民センター - 野田町
  - 大阪府泉南府税事務所（府民センター内）

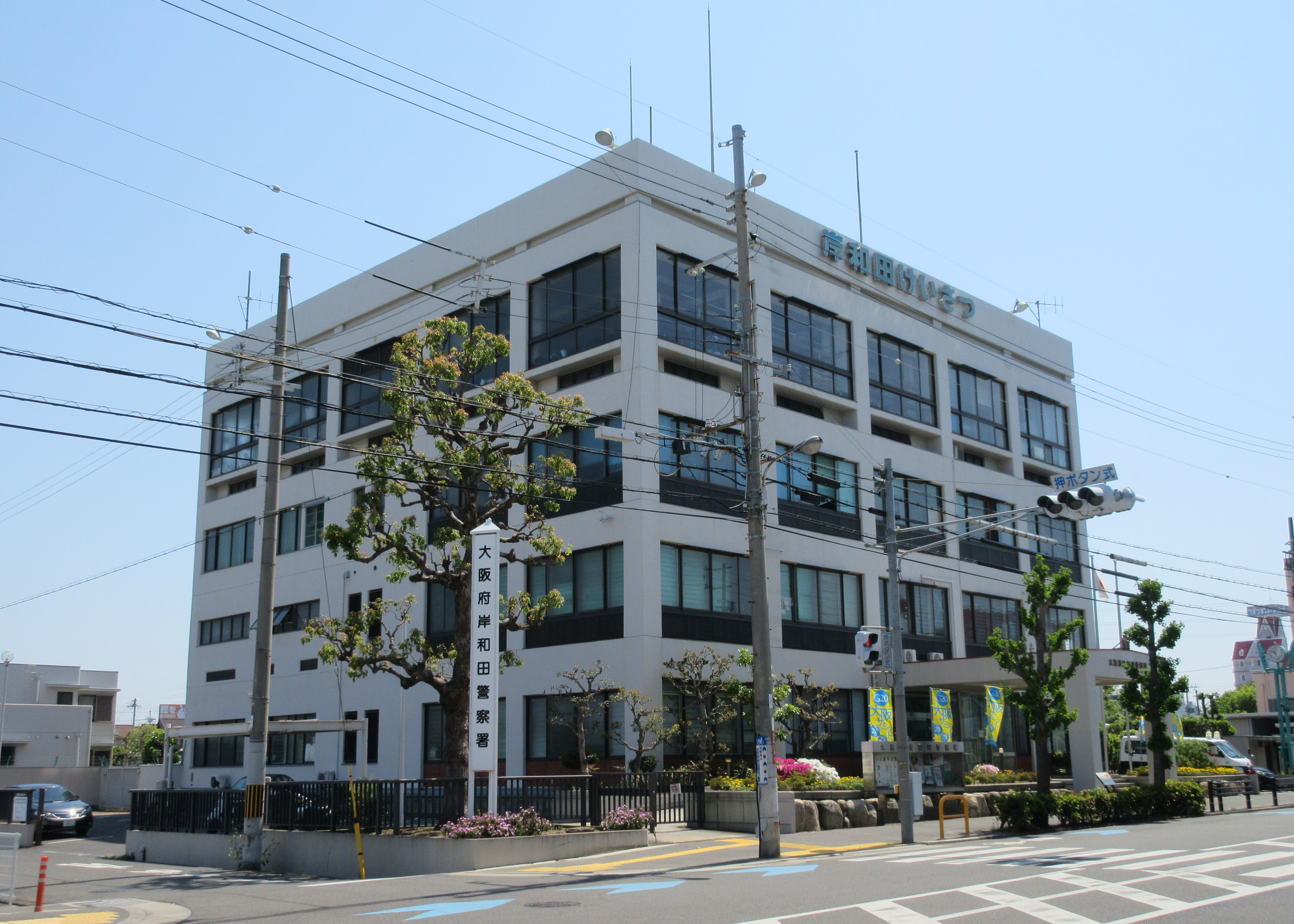
大阪府岸和田警察署
岸和田市作才町

  - 大阪府岸和田土木事務所（府民センター内）
  - 大阪府泉州農と緑の総合事務所（府民センター内）
- 大阪府岸和田子ども家庭センター - 宮前町
- 大阪府岸和田保健所 - 野田町

### 岸和田市関連

#### 行政
- 岸和田市役所 - 岸城町7-1
  - 山滝支所 - 内畑町1033
  - 東岸和田サービスセンター - 土生町4-3-1 リハーブ3階（東岸和田市民センター内）
  - 春木サービスセンター - 春木若松町21-1（春木市民センター内）
  - 八木サービスセンター - 池尻町339-2（八木市民センター内）
  - 山直サービスセンター - 三田町715-1（山直市民センター内）
  - 桜台サービスセンター - 下松町4-17-1（桜台市民センター内）

#### 文化・観光施設・ホール等

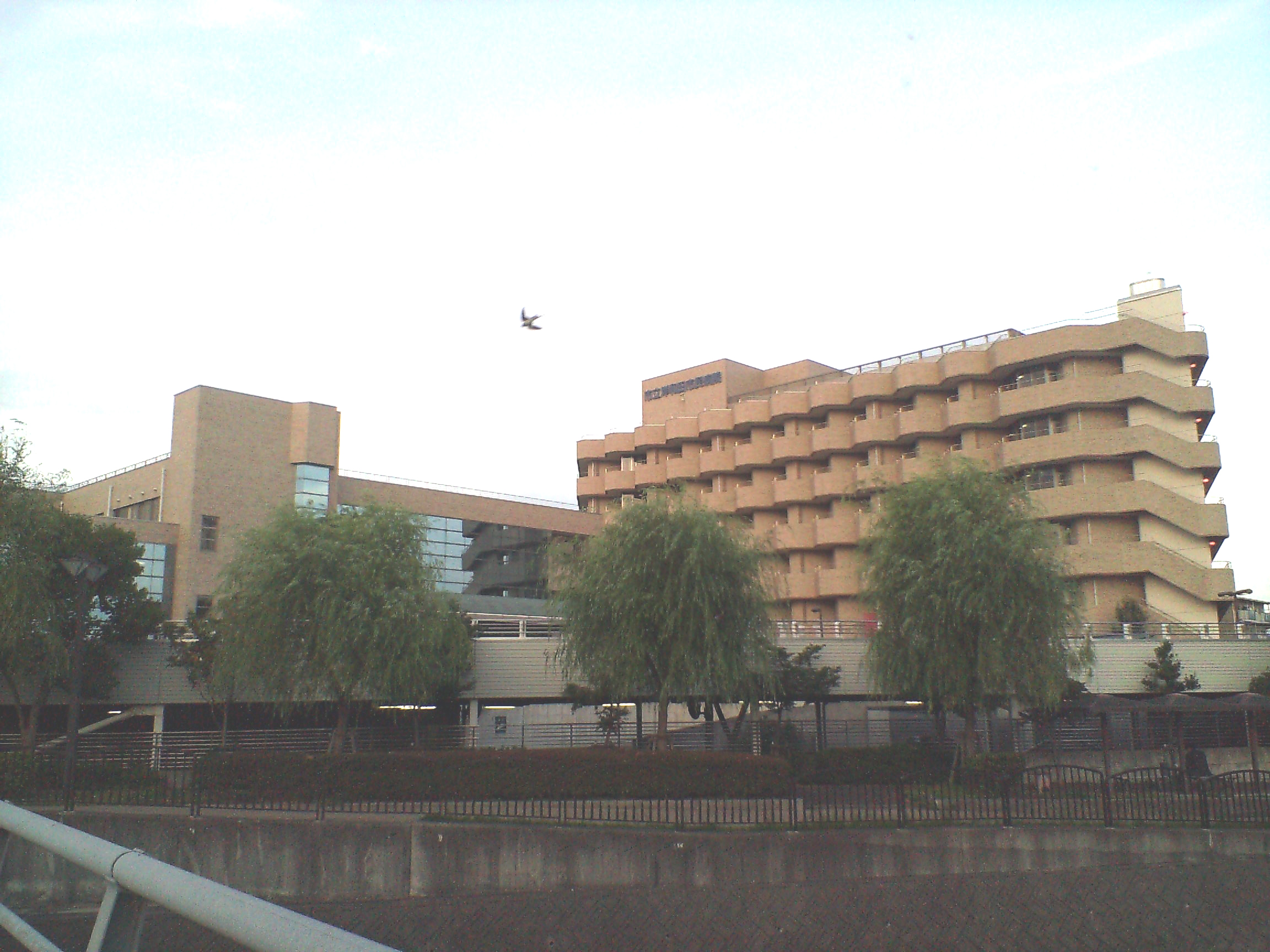
市立岸和田市民病院
岸和田市額原町1001

- 岸和田市立浪切ホール - 港緑町1-1
- 岸和田市立公民館・中央地区公民館 - 堺町1-1
- 岸和田市文化会館（マドカホール） - 荒木町1-17-1
- 岸和田市立図書館
  - 本館 - 岸城町1-18
  - 旭図書館 - 土生町4-3-1 リハーブ3階（東岸和田市民センター内）
  - 春木図書館 - 春木若松町21-1（春木市民センター内）
  - 八木図書館 - 池尻町339-2（八木市民センター内）
  - 山直図書館 - 三田町715-1（山直市民センター内）
  - 桜台図書館 - 下松町4-17-1（桜台市民センター内）
- 岸和田市立福祉総合センター - 野田町1-5-5
- 岸和田市立男女共同参画センター・大宮地区公民館 - 加守町4-6-18
- 岸和田市中央公園 - 西之内町42-35
- 岸和田市総合体育館 - 西之内町45-1：Bリーグ「大阪エヴェッサ」が年間数試合の主催試合を行なっている。
- 岸和田市立中央体育館 - 作才町1-7-15
- 岸和田だんじり会館 - 本町11-23
- 岸和田城 - 岸城町9-1
- きしわだ自然資料館 - 堺町6-5：キシワダワニの化石を展示している。また、チリメンモンスターを企画・実施している。
- 五風荘 - 岸城町18-1
- まちづくりの館 - 本町8-8
- 蜻蛉池公園 - 三ヶ山町大池尻701
- 牛滝温泉 四季まつり - 大沢町1158

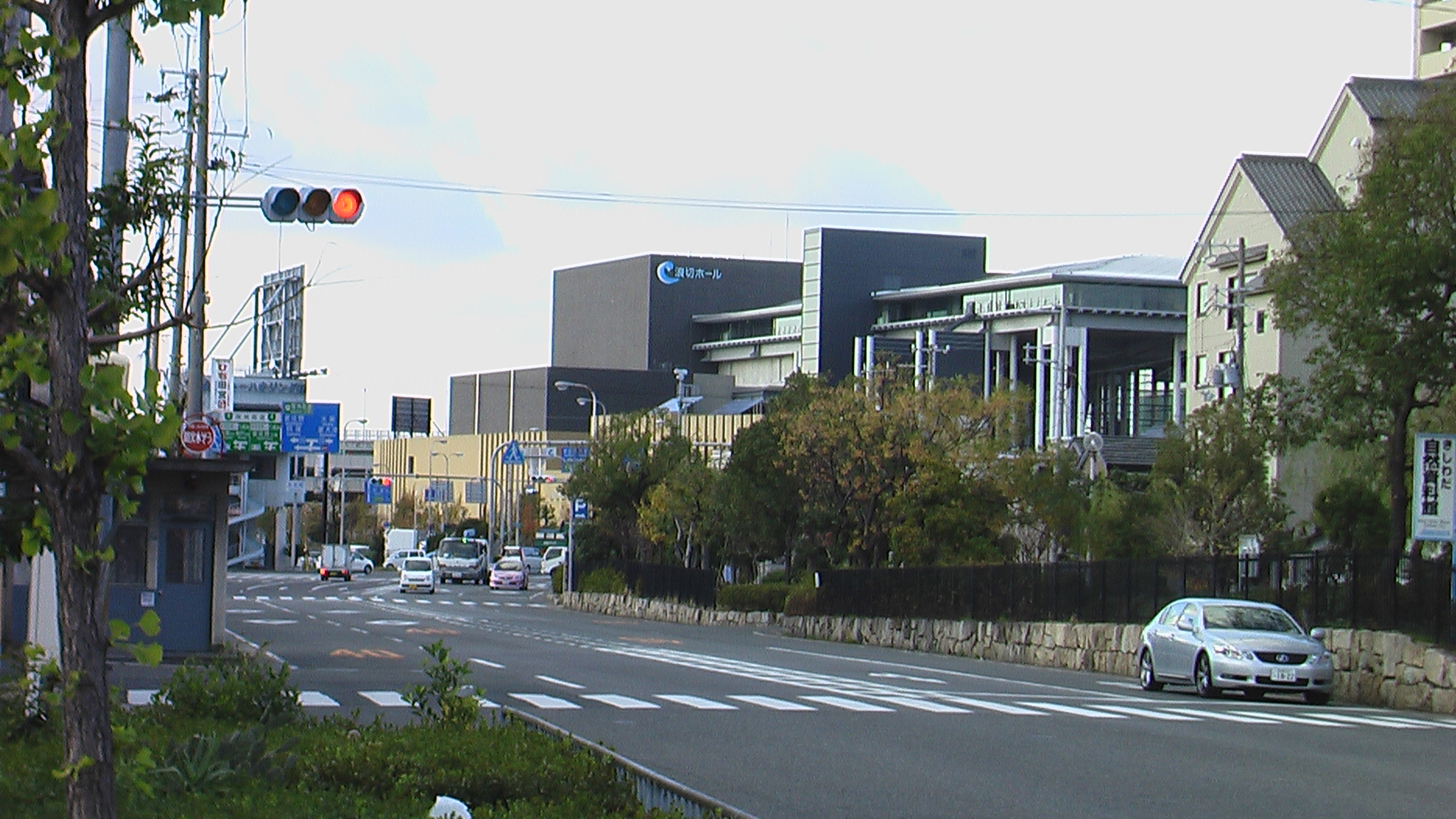
岸和田市立浪切ホール 岸和田市港緑町1-1
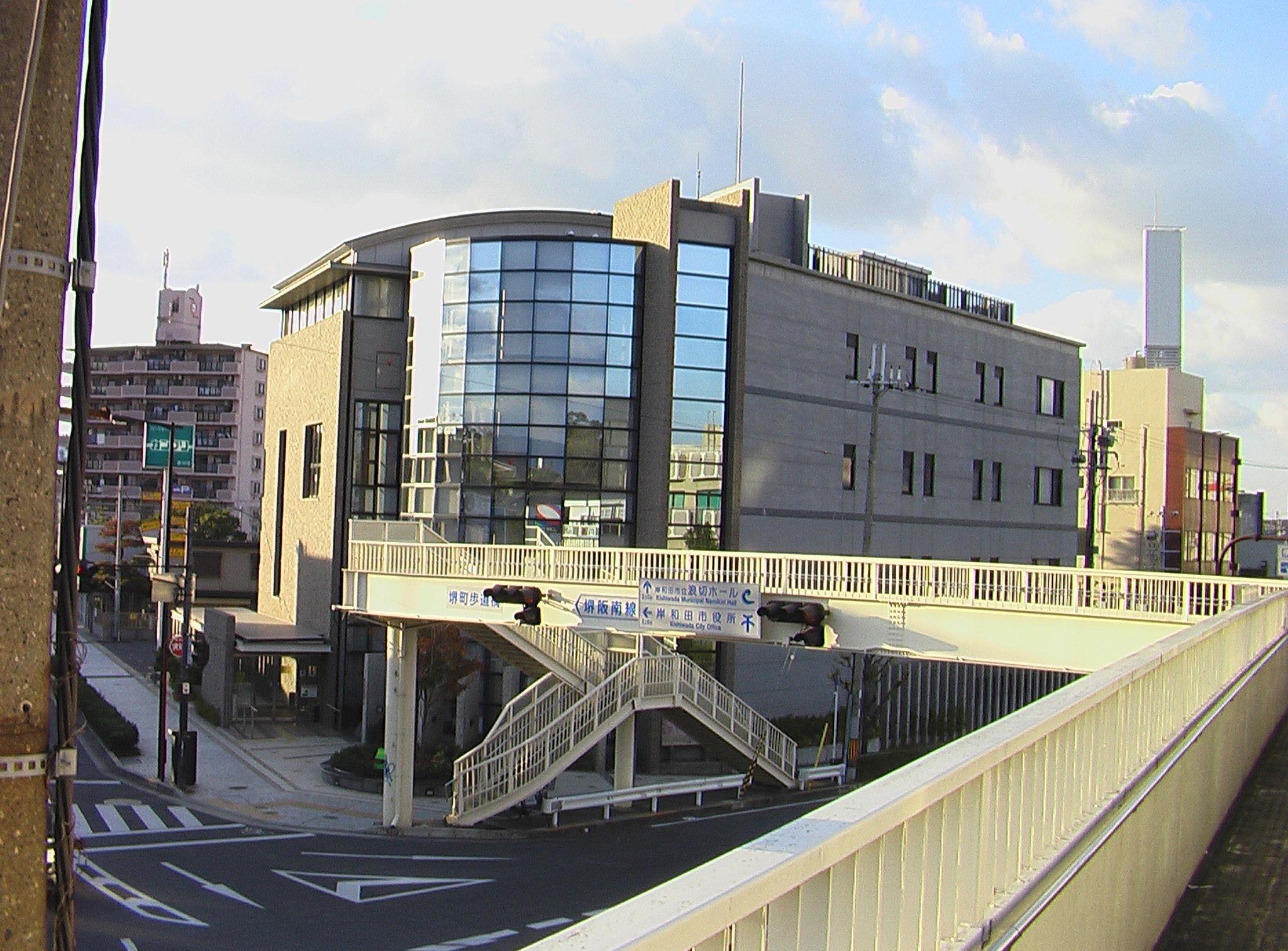
岸和田市立公民館・中央地区公民館 岸和田市堺町1-1
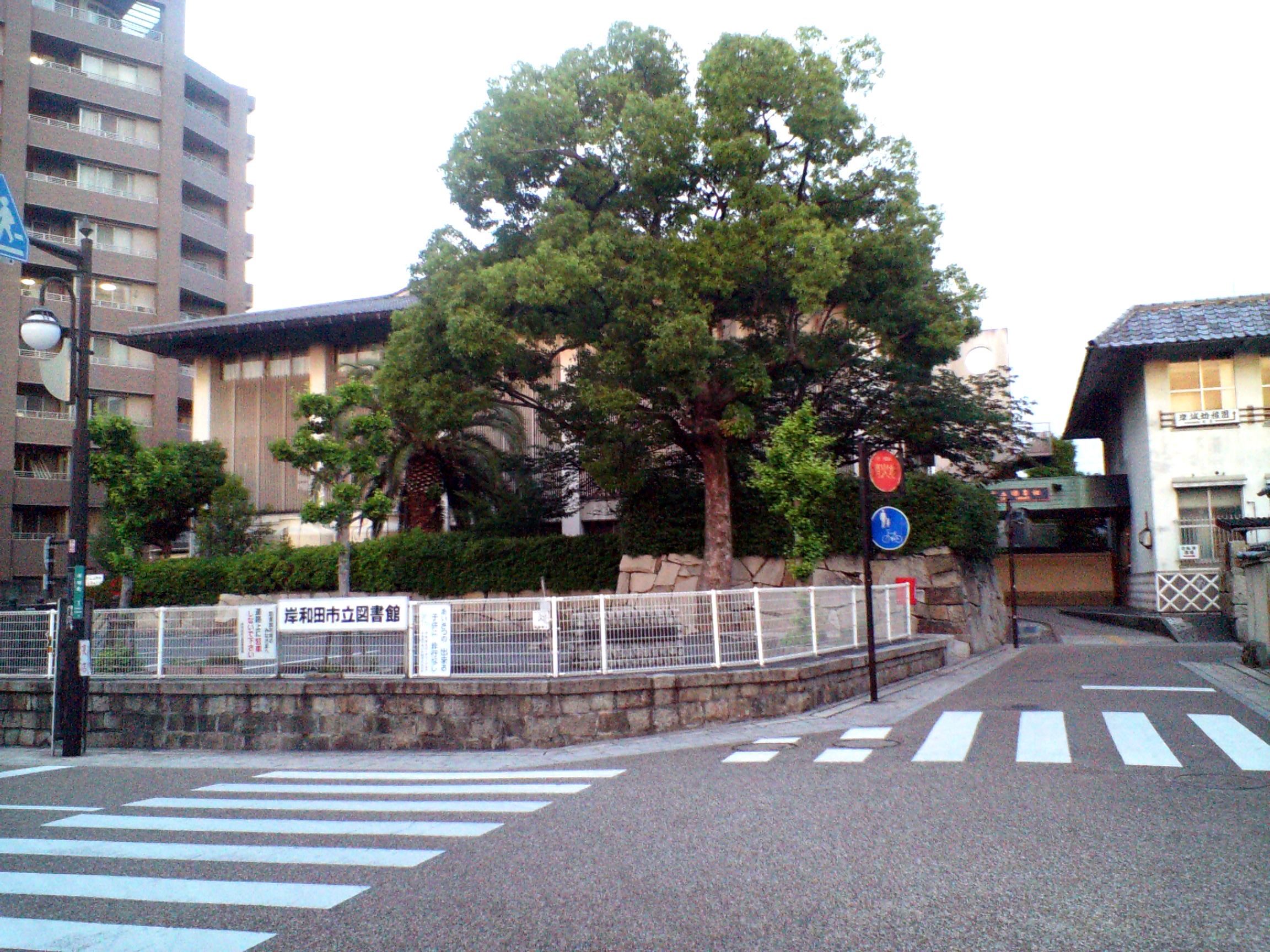
岸和田市立図書館 本館 岸和田市岸城町1-18

#### 防災
- 岸和田市消防署 - 上松町3-7-21

#### 医療
- 市立岸和田市民病院 - 額原町1001
- 岸和田市立保健センター - 別所町3-12-1
- 泉州北部小児初期救急広域センター - 荒木町1-1-51：旧・岸和田市立小児科休日診療所。

## 教育

### 大学サテライトキャンパス
- 和歌山大学岸和田サテライト（岸和田市立浪切ホール内）

### 特別支援学校
- 大阪府立岸和田支援学校

### 高等学校
- 大阪府立岸和田高等学校
- 大阪府立和泉高等学校
- 大阪府立久米田高等学校
- 岸和田市立産業高等学校（全日制・定時制）
- 近畿大学泉州高等学校（2009年（平成21年）4月、飛翔館高等学校より校名変更）

### 高等専修学校
- 大阪技能専門学校

### 中学校
- 岸和田市立岸城中学校
- 岸和田市立岸城中学校（夜間学級）
- 岸和田市立光陽中学校
- 岸和田市立野村中学校
- 岸和田市立土生中学校
- 岸和田市立葛城中学校

- 岸和田市立春木中学校
- 岸和田市立北中学校
- 岸和田市立久米田中学校
- 岸和田市立山直中学校
- 岸和田市立桜台中学校
- 岸和田市立山滝中学校

### 小学校
- 岸和田市立中央小学校
- 岸和田市立浜小学校
- 岸和田市立城内小学校
- 岸和田市立朝陽小学校
- 岸和田市立東光小学校
- 岸和田市立旭小学校
- 岸和田市立太田小学校
- 岸和田市立天神山小学校
- 岸和田市立修斉小学校
- 岸和田市立東葛城小学校
- 岸和田市立春木小学校
- 岸和田市立大芝小学校

- 岸和田市立城北小学校
- 岸和田市立新条小学校
- 岸和田市立八木北小学校
- 岸和田市立八木小学校
- 岸和田市立八木南小学校
- 岸和田市立山直北小学校
- 岸和田市立城東小学校
- 岸和田市立山直南小学校
- 岸和田市立大宮小学校
- 岸和田市立常盤小学校
- 岸和田市立光明小学校
- 岸和田市立山滝小学校

### 学校教育以外の施設
- 近畿職業能力開発大学校（職業能力開発促進法に基づく職業能力開発大学校）

## 経済

### 産業

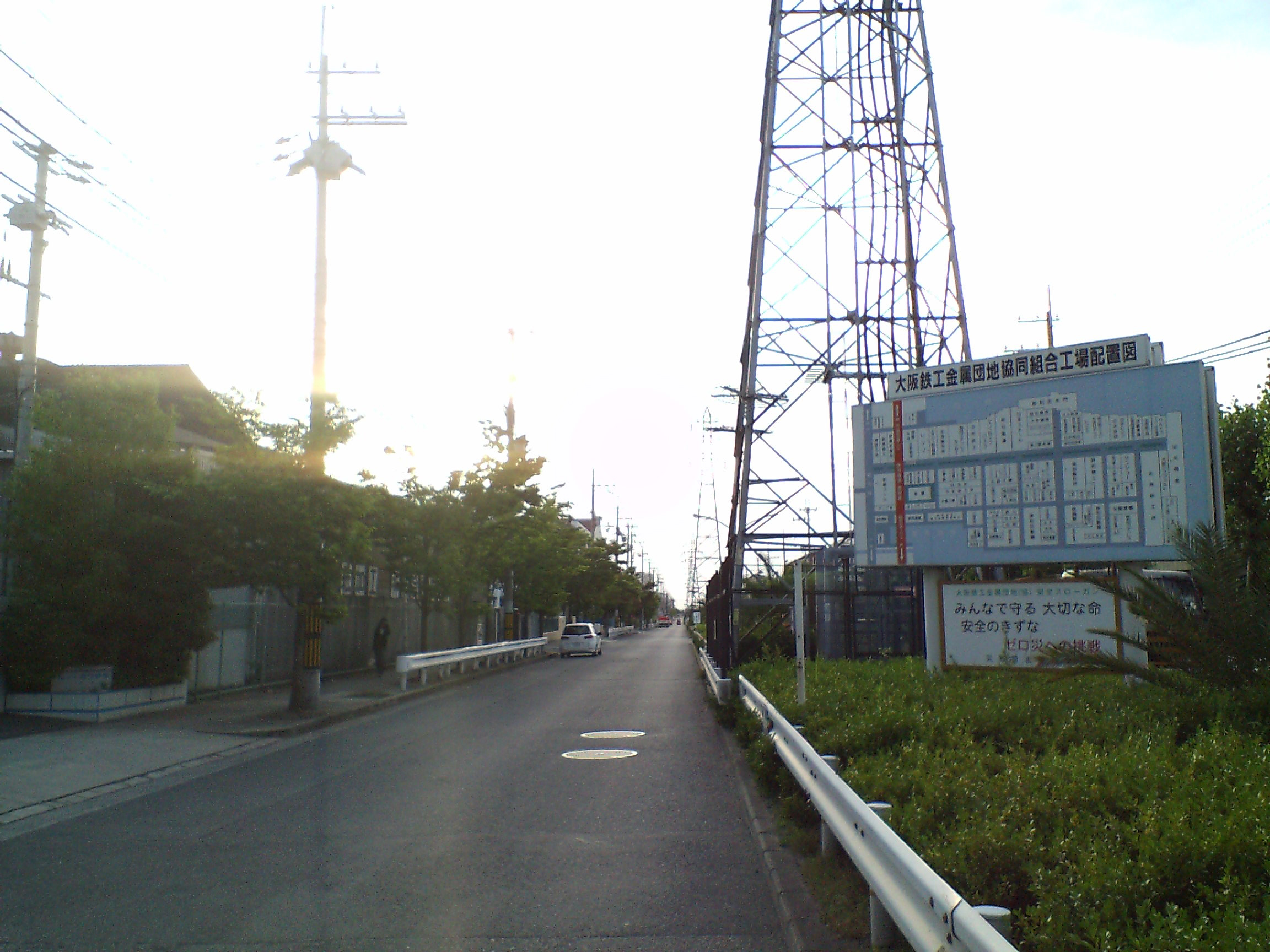
大阪鉄工金属団地
岸和田市臨海町

江戸時代より当市域一帯では綿花の栽培が盛んで、綿布・綿糸の紡績も行われていた。近代以降も産業の中心は繊維産業だったが、海外製品に押される形で多くの工場が姿を消した。
1966年（昭和41年）、市では独自に沿岸部を埋立てて現在の大阪鉄工金属団地（臨海町）を建設し、企業誘致に努めた。さらに同年、北隣の忠岡町に跨って大阪木材コンビナート（新港町・木材町）が建設され、産業構造の転換が図られた。1968年（昭和43年）の阪南港統合後も阪南1区（地蔵浜町）の埋立造成と続き、当市沿岸部はほぼ全て埋め立てられた。
これらのほかにガラス・レンズ産業が有名であり、特に乱視用のガラスレンズ生産が盛んであった。ピーク時の1980年頃には、市内に大小あわせて70件ほどのレンズ工場が操業していた。また、顕微鏡用スライドガラス、カバーガラスの生産も盛んであり、カバーガラスは一時期日本国内シェアの90%以上を独占していた。
浜地区にある岸和田漁港では、シラス漁が盛んに行われており、全国有数のシラスの産地として知られている。
そのほか、毎年春先にはイカナゴ漁が解禁されており、大阪湾に春の訪れを告げている。
農業が盛んな山手地区では稲作のほか、タマネギ、水なす、春菊、タケノコ、みかんなどの栽培が盛んで、包近町は府下最大の桃の産地である。また、春菊は府内において堺市に次いで2番目の生産量であり全国の自治体では7番目の生産量を誇る。なお、近年まではタマネギの大産地としても有名であり、畑のあちこちに立つタマネギ小屋が象徴的なランドスケープであったが、様々な事情で廃業した農家もあり、また、住宅地開発が急速に進んだため、最近では見かけることはまれである。
岸和田市内のこうした厳しい経済・雇用情勢もあってか、近年、仕事を求めて隣接する貝塚市の二色の浜産業団地や和泉市のテクノステージ和泉を訪れる市民も多く見られる。市では産業を再び活性化させるため、埋立造成の進む阪南2区（岸之浦町。愛称：ちきりアイランド）や開発が進む丘陵地区（岸の丘町。愛称：ゆめみヶ丘岸和田）などへの企業誘致を積極的に進めているという。
経営サポート
岸和田ビジネスサポートセンター

### 岸和田市で事業を営む主な企業

#### 岸和田市に本社を置く主な企業
- 株式会社テレビ岸和田 -  〒596-0826 大阪府岸和田市作才町一丁目5番3号
岸和田市と泉北郡忠岡町をサービスエリアとするケーブルテレビ局。1987年（昭和62年）7月3日の設立以来、「岸和田だんじり祭」の模様を生放送するなど、地域に根ざした番組を制作している。
- いずみの農業協同組合 - 本店:岸和田市別所町
- 岸和田製鋼株式会社 - 岸和田市臨海町
- 株式会社北海鉄工所 - 岸和田市臨海町
ボイラーなどの圧力容器の蓋（鏡板）では、国内シェアの60%以上を占める。神戸市長田区のKOBE鉄人PROJECTのシンボルである鉄人28号のモニュメントは、同社の子会社である北海製作所が担当した。
- 松浪硝子工業株式会社 - 岸和田市八阪町
- リバー産業株式会社 - 岸和田市沼町
- フジ住宅株式会社 - 岸和田市土生町
- JFE継手株式会社 - 岸和田市田治米町
- 三井ホームコンポーネント関西株式会社 - 岸和田市木材町
- 岸和田観光バス - 岸和田市磯上町
- 株式会社米麦館タマヤ -岸和田市下松町
- マルフク - 岸和田市荒木町
- 岩出建設株式会社 本社 - 岸和田市並松町
- 昭和機械商事株式会社 管理本部 - 岸和田市臨海町
- 株式会社マルセイ 本社 - 岸和田市西之内町

#### 岸和田市に拠点・事業所を置く主な企業
- 別寅かまぼこ株式会社 岸和田工場 - 岸和田市大北町
- 株式会社北海近畿営業所 -岸和田市臨海町
- 関西電力株式会社岸和田営業所 - 岸和田市藤井町
- 池田泉州銀行泉州営業部（■旧泉州銀行本店営業部） - 岸和田市宮本町
池田泉州ホールディングスに属する地方銀行。
- 株式会社伊藤園 岸和田支店 - 岸和田市沼町
- 日本たばこ産業株式会社 岸和田支店 - 岸和田市土生町
- ブリヂストンタイヤジャパン株式会社 岸和田営業所 - 岸和田市中井町
- 出光興産株式会社 岸和田油槽所 - 岸和田市臨海町
- 株式会社大阪チタニウムテクノロジーズ 岸和田製造所 - 岸和田市岸之浦町
- 株式会社Dear Laura 大阪ベイラボ - 岸和田市岸之浦町

#### かつて岸和田市に本社を置いていた企業
- 南海辰村建設 -西田工務店時代に本社があった。
- タケモトピアノ -竹本商店時代に本社があり、2002年（平成14年）から2009年（平成21年）まで倉庫も保有していた。現在も創業者は岸和田市が住まい。

## 交通

### 鉄道
中心となる駅 - 岸和田駅・東岸和田駅
- JR西日本
  - 阪和線：久米田駅 - 下松駅 - 東岸和田駅
- 南海電気鉄道
  - 南海本線：春木駅 - 和泉大宮駅 - 岸和田駅 - 蛸地蔵駅

※東ケ丘町など一部の地域では、大阪方面への通勤・通学の足として、主に、隣接する和泉市いぶき野にある南海泉北線「和泉中央駅」を利用している。

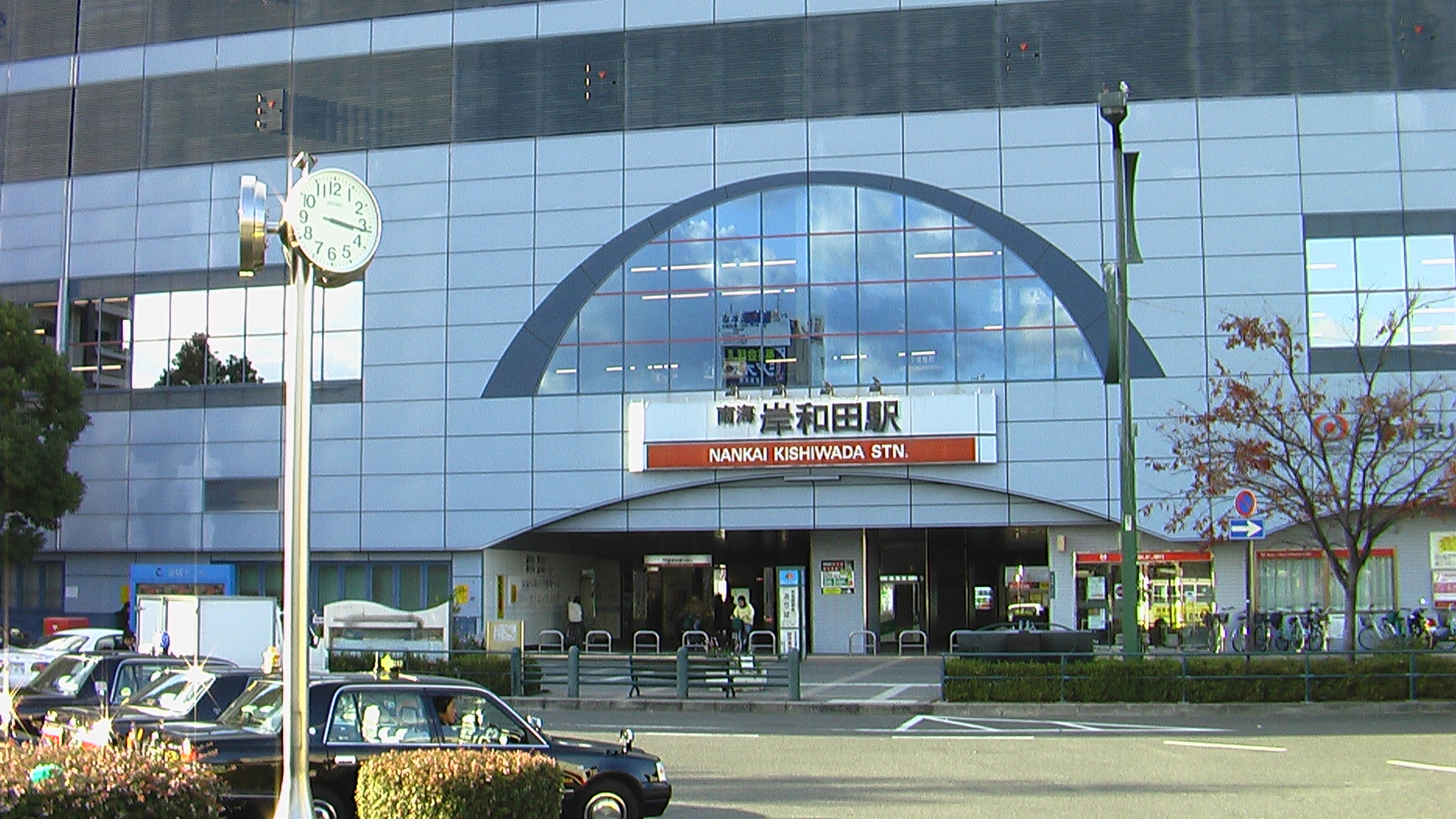
南海本線 岸和田駅
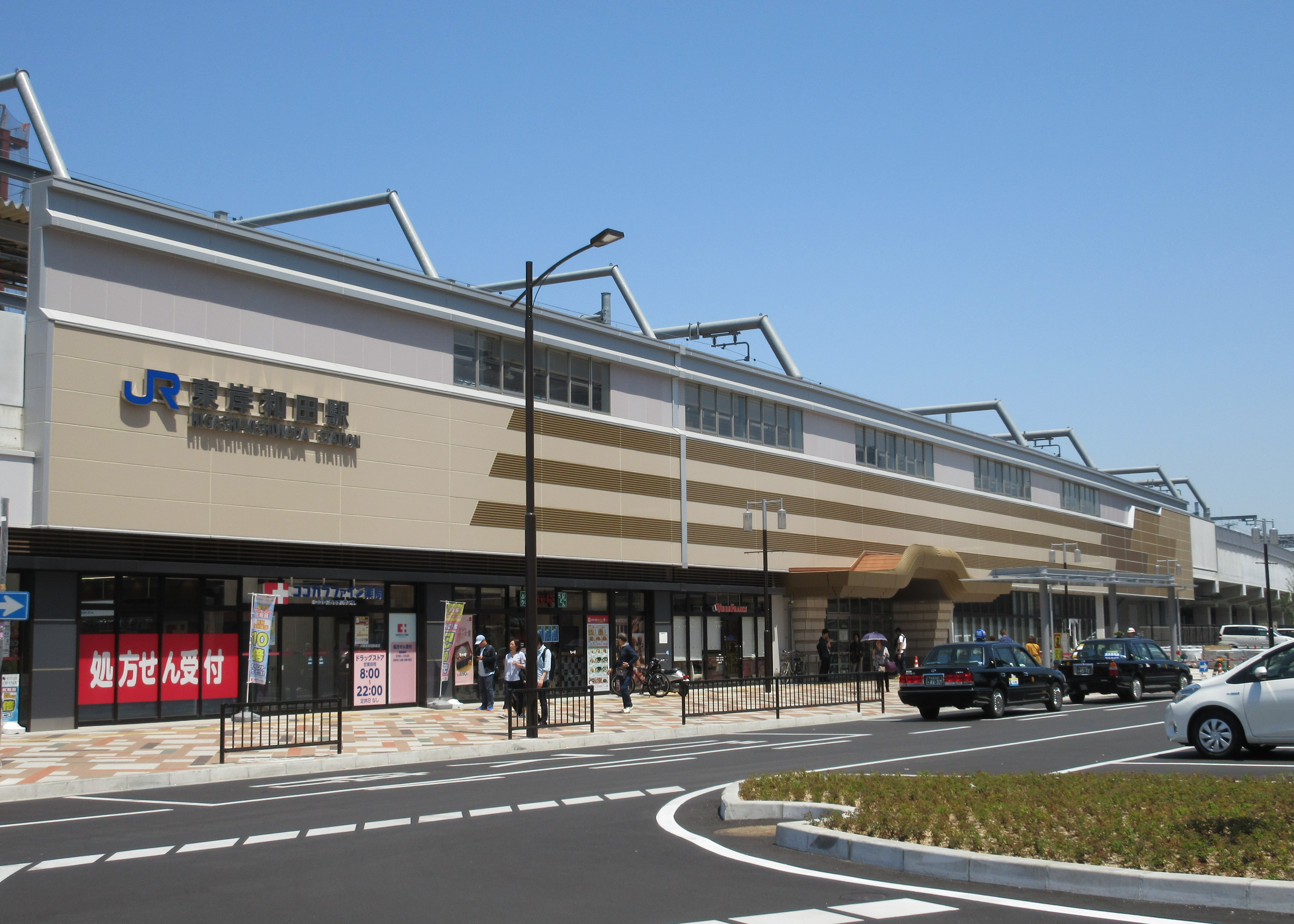
JR阪和線 東岸和田駅
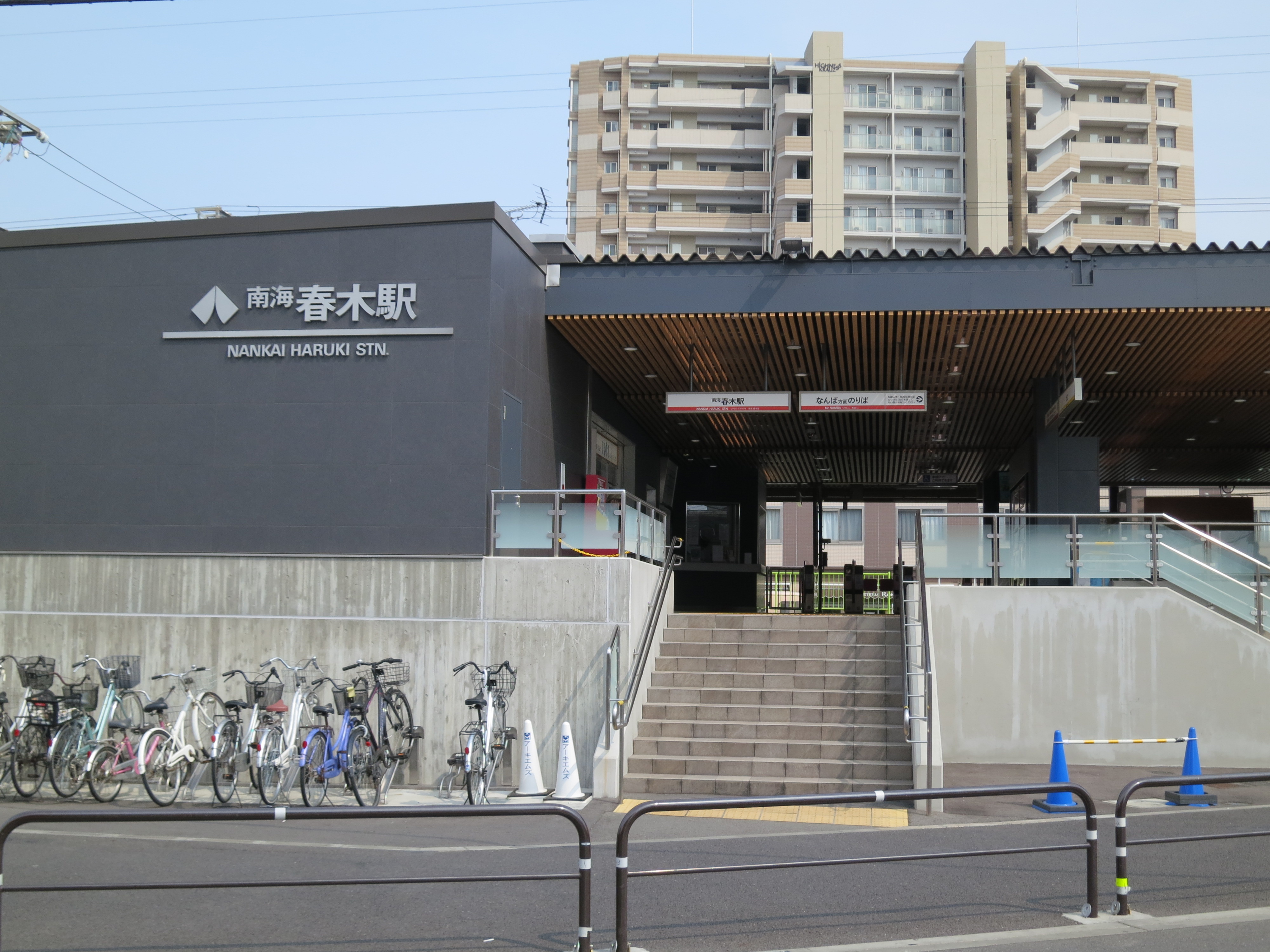
南海本線 春木駅

### バス

#### 路線バス
- 南海ウイングバス

#### 地域巡回バス
- ローズバス

#### 高速バス
- 平成エンタープライズ（VIPライナー）
- 岸和田観光バス（SPA LINE北陸、SPA LINE鳴門・四国）

#### 中心となるバスターミナル
- 岸和田駅

### 道路

#### 高速道路
- 阪和自動車道：岸和田和泉インターチェンジ

※ 注意：「岸和田和泉インターチェンジ」の所在地は、和泉市唐国町である。
このほか、大阪南部高速道路の建設が構想されている。

#### 都市高速
- 阪神高速4号湾岸線：岸和田北出入口 - 岸和田南出入口

#### SA・PA
- 阪和自動車道 ：岸和田SA(上下線)

#### 一般国道
- 国道26号（第二阪和国道）
  - 大阪・神戸方面 ←→ 阪南・和歌山方面
- 国道170号（大阪外環状線）
  - 藤井寺・八尾・高槻方面 ←→ 熊取・泉佐野方面

#### 一般府道
- 大阪府道29号大阪臨海線
- 大阪府道30号大阪和泉泉南線
- 大阪府道39号岸和田港塔原線
- 大阪府道40号岸和田牛滝山貝塚線
- 大阪府道204号堺阪南線
- 大阪府道230号春木岸和田線

#### 岸和田市道
- 牛滝林道線
- 本谷林道線

### 港湾
- 阪南港
  - 1968年（昭和43年）に忠岡港・岸和田港・貝塚港が統合されて阪南港となった。当市沿岸部には阪南港の木材港地区（一部忠岡町）・大阪鉄工団地地区・岸和田旧港地区・地蔵浜地区（阪南1区。一部貝塚市）・ちきりアイランド（阪南2区）が展開する。
- 岸和田漁港
  - 春木川河口左岸に位置する。なお、阪南港地蔵浜地区の北東部も漁業基地として利用されている。

## 名所・旧跡・観光スポット・祭事・催事

### 岸和田だんじり祭

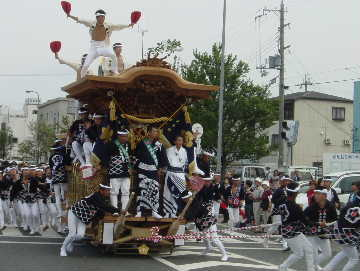
岸和田だんじり祭
1703年（元禄16年）から毎年行われている伝統行事。

1703年（元禄16年）、時の岸和田藩主岡部長泰が、京都伏見稲荷大社を岸和田城内三の丸に勧請し、五穀豊穣を祈願し、行った稲荷祭がその始まりと伝えられ、約300年の歴史と伝統を誇る。曳き手が走り、速度に乗っただんじり（地車）を方向転換させる「やりまわし」を見所として、多くの観光客を集める。幾つかの神社の祭りの総称で、基本的には地元の神社でその年の五穀豊穣を祝う祭り。全国的にも知名度が高く、日本を代表する祭りの一つである。毎年二日間で約60万人もの観光客が訪れる。岸和田市民（特に岸和田旧市地区）はだんじりのために生きている、といわれるほど祭り好きである。
なお、祭典の模様については、市内のケーブルテレビ局であるテレビ岸和田（上記参照）が制作する番組として、毎年放映されている。

### その他の名所・旧跡・観光スポット
- 岸和田城 – 大阪府史跡
- 五風荘庭園
- 岸和田市立自泉会館 – 渡辺節が設計
- 摩湯山古墳
- 牛滝温泉
- 岸和田競輪場
- 蜻蛉池公園

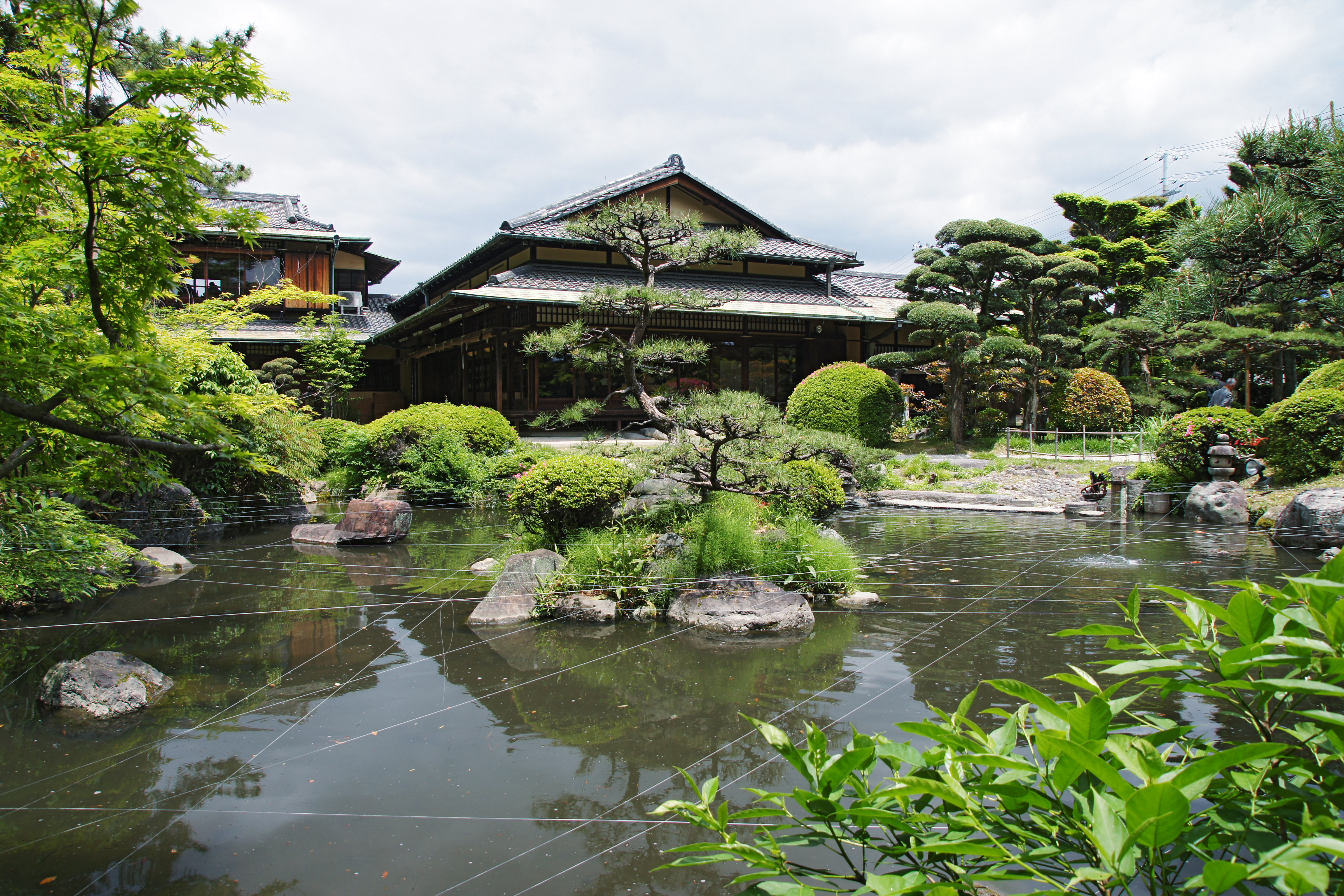
五風荘庭園

- 岸和田市中央公園 – もと地方競馬春木競馬場跡地
- 和泉葛城山 – 山頂付近は、和歌山県紀の川市に属する
- 熊野街道 – 熊野古道紀伊路） - 九十九王子の旧蹟
- 春陽館 (岸和田市)
- こなから坂

#### 神社
- 矢代寸神社 – 和泉国岸和田藩一の宮
- 三の丸神社 – 岸和田だんじり祭発祥の神社、今川義元の兜を所蔵
- 積川神社 – 本殿は1914年(大正3年)に特別保護建造物（国宝）に指定
- 池田王子（積川王子）（廃絶）
- 夜疑神社
- 意賀美神社 (岸和田市)
- 真上八大龍王神社（真上町） – 旧弥栄神社の跡地に土取りをしていた人が埋もれてなくなる事故が起きたことから、戦後八大龍王と産土神をお祀りされている。
- 土生神社[17]
- 弥栄神社 (岸和田市)

#### 寺院
- 大威徳寺（牛滝山） – 多宝塔は国の重要文化財
- 本徳寺 – 明智光秀の子として伝えられる南国和尚が開基、教科書等に掲載されている明智光秀の肖像画を所蔵
- 碁石山浄行寺[18] – 白河上皇が碁を打ったとされる石がある、山号にもなった「碁石山」は古墳でもある
- 久米田寺 – 行基が開山、周囲には数箇所の古墳がある
  - 久米田池 – 行基が掘削指導、周辺地域の多くの旧村が久米田池の水を利用していた
- 天性寺（蛸地蔵） – 蛸の大群と法師が根来衆の襲来から岸和田城を守った伝承がある。地蔵堂としては日本一の規模を誇る
- 泉光寺 – 岸和田藩主岡部家菩提所
- 行遇堂（神須屋町） – 旧阿間河荘の神事が行われる時、下字（極楽寺・畑・流木）と上字（八田・神須屋・真上）が、このお堂で行き合って矢代寸神社にお参りしていた
- 上品寺

#### ショッピングモール
- 岸和田カンカンベイサイドモール
- ラパーク岸和田
- イオン東岸和田

#### 催事
- 春木だんじり祭
- 岸和田十月祭礼
- 岸和田みなとまつり（花火大会）
- 市民フェスティバル
- お城まつり

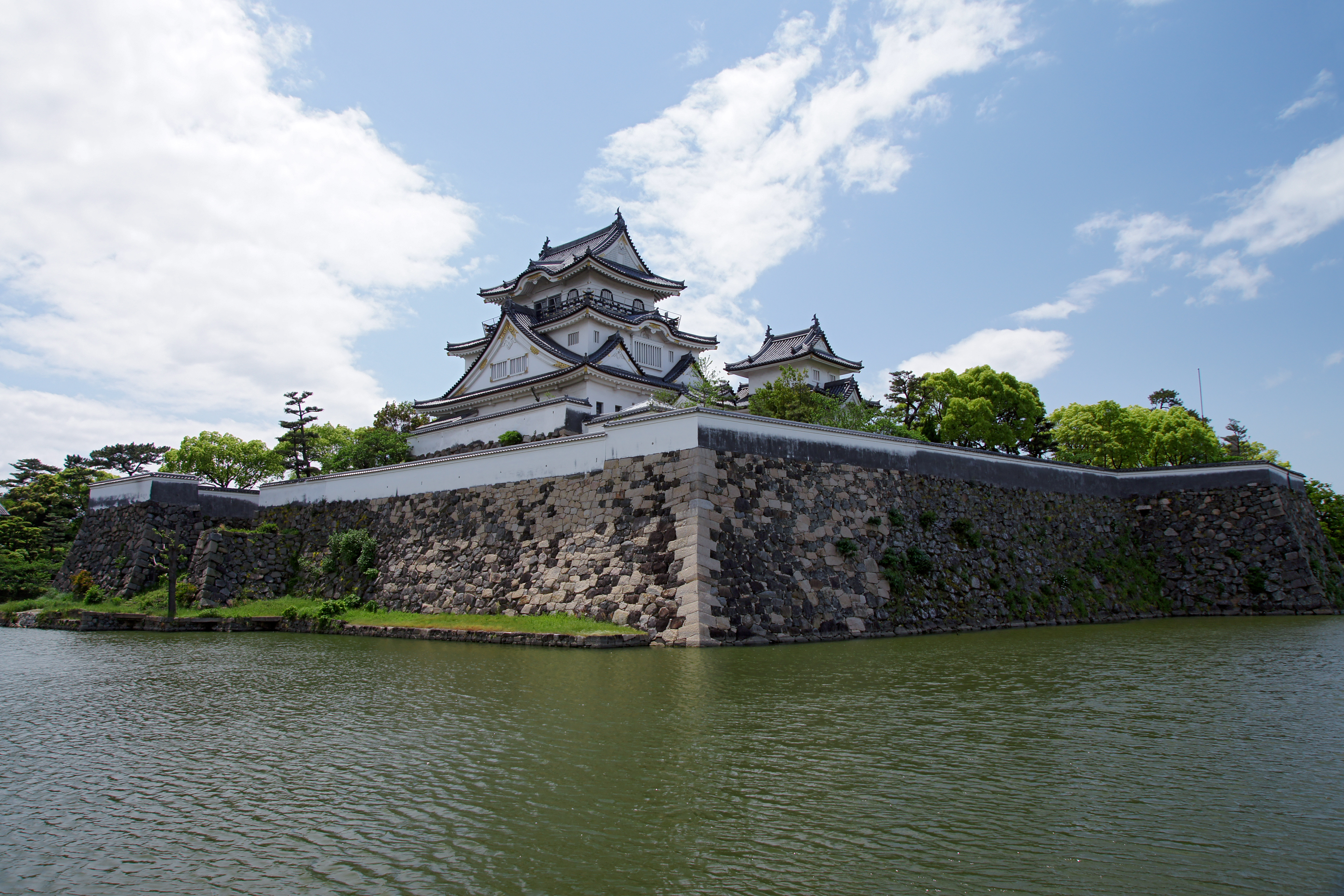
岸和田城 岸和田市岸城町9-1
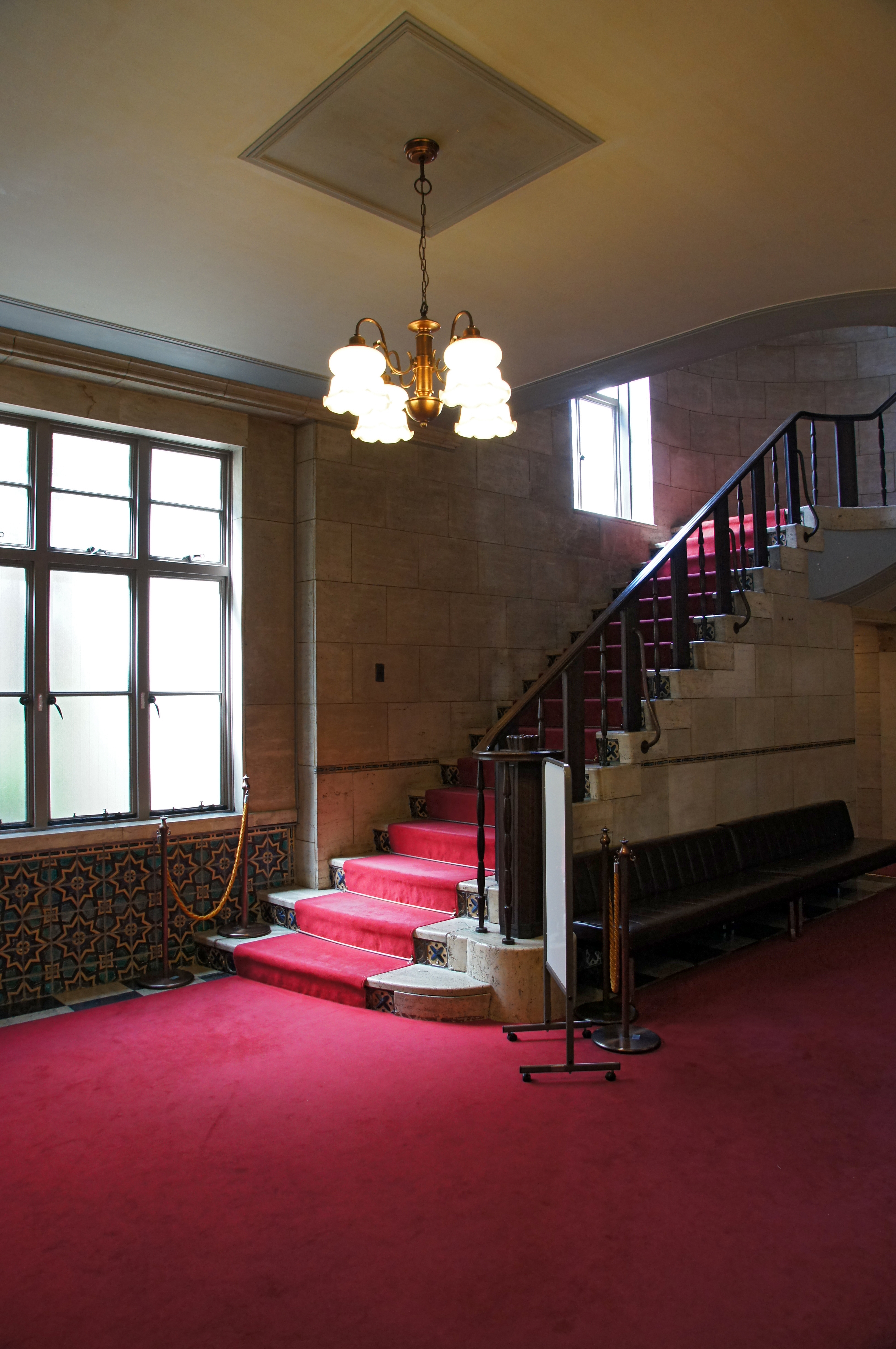
岸和田市立自泉会館
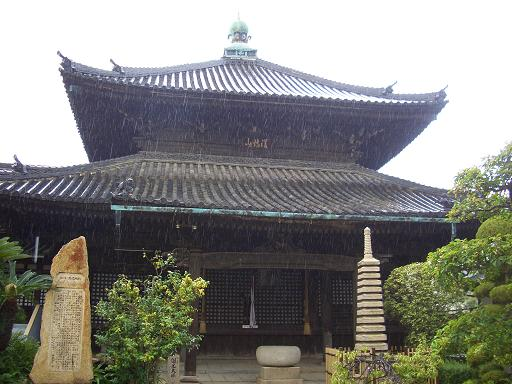
天性寺（蛸地蔵） 岸和田市南町43-12
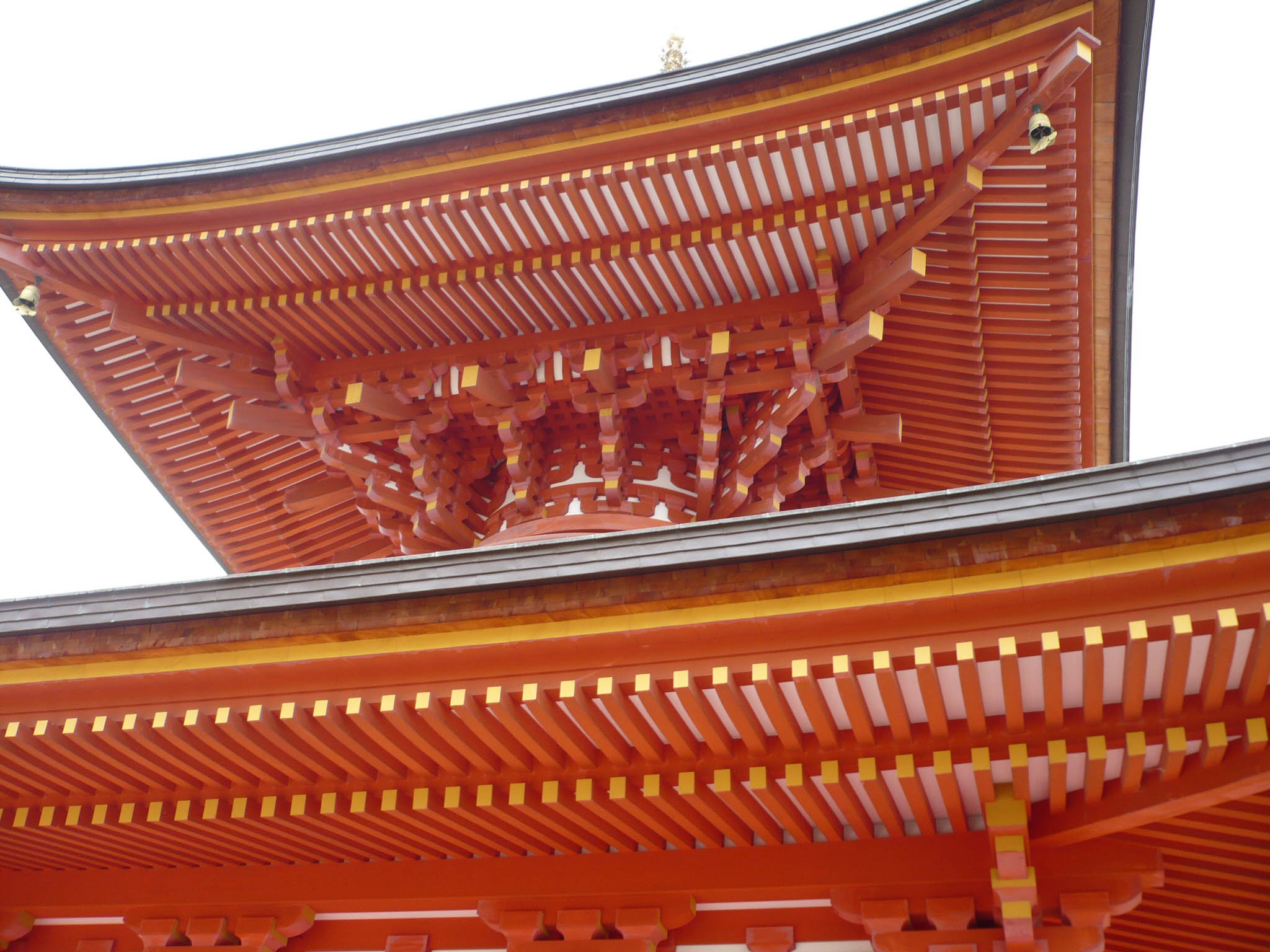
久米田寺（多宝塔） 岸和田市池尻町934

## 岸和田市出身の有名人
- akane（振付師）
- アキ（お笑い芸人、水玉れっぷう隊）
- 朝日松清治郎（元力士）
- 阿部慶二（元プロ野球選手、広島東洋カープ）
- 稲船敬二（ゲームクリエイター）
- 井上悟（陸上競技選手）
- 岩出和也（演歌歌手）
- 植松光夫（東京大学名誉教授、埼玉県環境科学国際センター総長）
- お〜い!久馬（お笑い芸人、ザ・プラン9）
- 逢香（書家）
- 大江裕（演歌歌手）
- 大野愛果（作曲家）
- 岡根直哉（プロサッカー選手、FC岐阜）
- 岡部長職（岸和田藩最後の藩主、貴族院議員、司法大臣）
- 桂茶がま（落語家）
- 川崎亜沙美（女優、元プロレスラー）
- 川崎修平（プロサッカー選手、ヴィッセル神戸）
- 河内洋（JRA所属調教師・元騎手）※出生は大阪市
- 河村元美（フィールドホッケー選手、リオデジャネイロオリンピック女子ホッケー日本代表選手）
- 岸田里佳（女優）
- 清原和博（元プロ野球選手）
- 霧矢大夢（元宝塚歌劇団月組トップスター)
- 江弘毅（編集者、京阪神エルマガジン社『Meets Regional』前編集長）
- 小篠綾子（ファッションデザイナー。コシノ三姉妹の母親）
- コシノ三姉妹（いずれもファッションデザイナー）
  - コシノヒロコ、コシノジュンコ、コシノミチコ
- 五代真紀子（実業家・芸能プロモーター・プロデューサー）
- 小村美貴（演歌歌手）
- 猿橋望（実業家、株式会社NOVAの創業社長）
- 塩田千春（現代美術作家）
- 40代 式守伊之助（元立行司）
- 信貴芳則（政治家）
- 〆野潤子（声優）
- 下出民義（貴族院議員、大同特殊鋼初代社長）
- 辛坊治郎（ニュースキャスター）
- 杉原望来（プロ野球選手、広島東洋カープ）
- 高橋悦史（俳優）
- 武井紗良（アイドル歌手、NMB48）
- 高宮和也（プロ野球選手、阪神タイガース）
- 田中知（工学者、東京大学教授、元日本原子力学会会長）
- 田中繁松（三井造船社長）
- タンク（お笑い芸人、シンクタンク）
- 辻イト子（女優、漫才師、講談師、辻イト子・まがる）
- 達淳一（俳優、気象予報士）
- 殿本恭平（プロボクサー）
- 775 (レゲエ歌手)
- 永井みゆき（演歌歌手)
- 中川愛海（タレント、元グラビアアイドル）
- 中田はじめ（お笑い芸人、吉本新喜劇）
- 永野耕平（岸和田市長）
- 中場利一（作家、『岸和田少年愚連隊』原作者）
- 西角友宏（ゲーム開発者、スペースインベーダーの生みの親）
- 根来新之助（プロバスケットボール選手、兵庫ストークス）
- 初瀬亮（プロサッカー選手、ヴィッセル神戸）
- 濱田耕作（考古学博士、号濱田青陵、旧京都帝大に日本初の考古学講座開講）
- 原田海（フリークライマー）
- 林英世  （女優）
- 原田泰雅（お笑い芸人、「ビスケットブラザーズ」）
- 原良也（元大和証券グループ本社取締役会長）
- 福田聡志（元プロ野球選手、読売ジャイアンツ）
- 藤本安之（プロサッカー選手）
- 古田敬郷（TBSアナウンサー）
- 前田けゑ（資産家、カスタネット芸人、映画プロデューサー、俳優、投資家）
- マグニチュード岸和田（プロレスラー）
- 松田愛里（アナウンサー、RNC西日本放送）
- 松原みき（歌手、作曲家）
- 緑川聖司（ミステリー作家）
- 南勝久（漫画家）
- 南芳一（将棋棋士）
- 宮内和也（古生態学研究家）
- 宮本岳志（政治家、日本共産党衆議院議員）
- あいはら雅一（お笑い芸人）
- 守屋龍一（アーチェリー選手、北京オリンピック日本代表選手）
- 薮田安彦（元プロ野球選手、千葉ロッテマリーンズ）
- 山中利夫（地方競馬騎手）
- 山本草太（フィギュアスケーター）
- 湯田葉月（フィールドホッケー選手、リオデジャネイロオリンピック女子ホッケー日本代表選手）
- 渡瀬悠宇（漫画家）

## 岸和田市に所縁のある人物
- 黒田朔（マキキ聖城教会牧師）
- 金井克子（歌手・元バレエダンサー）

## 岸和田市を舞台とした作品
- 水曜ドラマの花束 ただいま（2000年、NHK）
- 連続テレビ小説 カーネーション（2011年 - 2012年、NHK大阪放送局。上記「コシノ三姉妹」の母・小篠綾子をモデルにした作品）
- 岸和田少年愚連隊（小説・映画）